# بولاتوزوماب فيدوتين
بولاتوزوماب فيدوتين (Polatuzumab vedotin)، الذي يُباع تحت الإسم التجاري بوليڤي( Polivy) ، هو دواء يستخدم لعلاج سرطان الغدد الليمفاوية في الخلايا البائية الكبيرة المنتشرة بالاشتراك مع بنداموستين وريتوكسيماب.  تحديدا عندما لا تنجح العلاجات الأخرى.  و يعطى عن طريق الحقن التدريجي في الوريد. 
وتشمل الآثار الجانبية الشائعة لهذا العقار على: انخفاض خلايا الدم الحمراء، و انخفاض الصفائح الدموية، و انخفاض خلايا الدم البيضاء، و الإسهال، و الغثيان، و الحمى.  قد تشمل الآثار الجانبية الأخرى الاعتلال العصبي المحيطي ، وتفاعلات التسريب ، و متلازمة تحلل الورم، و مشاكل الكبد، و العدوى كذلك.  غما استخدامه في الحمل فقد يضر الجنيت.  و هو عبارة عن جسم مضاد أحادي النسيلة مرتبط بمونوميثيل أوريستاتين E (MMAE) الذي يرتبط بـ CD79b . 
تمت الموافقة عليه للاستخدام الطبي في الولايات المتحدة في عام 2019 و أوروبا في عام 2020.   في المملكة المتحدة، تكلف جرعة 140 ملجم هيئة الخدمات الصحية الوطنية حوالي 11000 جنيه إسترليني اعتبارًا من عام 2021.  و يكلف هذا القدر في الولايات المتحدة حوالي 15700 دولار أمريكي. 